# Anita (singolo)
Anita è un singolo del gruppo musicale italiano Management, pubblicato il 20 gennaio 2023 da Garrincha Dischi.

## Descrizione
Secondo Luca Romagnoli e Marco Di Nardo, autori di Anita insieme a Manuele "Max Stirner" Fusaroli, il personaggio che dà il titolo alla canzone è una donna all'apparenza come tante, ma torturata da un malessere interiore. Commentando le tematiche affrontate nel brano, il gruppo ha dichiarato: 
In Anita, sonorità più morbide rispetto ai primi lavori del gruppo sono poste in contrapposizione ad una visione del mondo cruda e realista che emerge nell'analisi delle liriche. Il brano si avvale della collaborazione di Germana Stella, che ha firmato la copertina del singolo e il relativo video musicale, quest'ultimo presentato in anteprima su Billboard il 25 gennaio 2023.

## Tracce
Download digitale
1. Anita – 3:38

## Classifiche
| Classifica (2023)     | Posizione massima |
| --------------------- | ----------------- |
| Italia (indipendenti) | 31                |